# Aethiopomyia patersoni
Aethiopomyia patersoni är en tvåvingeart som beskrevs av Zumpt 1969. Aethiopomyia patersoni ingår i släktet Aethiopomyia och familjen husflugor.
Artens utbredningsområde är Tanzania. Inga underarter finns listade i Catalogue of Life.